# Home Alone
Home Alone (bra: Esqueceram de Mim; prt: Sozinho em Casa) é um filme de comédia de Natal estadunidense de 1990, escrito e produzido por John Hughes e dirigido por Chris Columbus. O filme é estrelado por Macaulay Culkin como Kevin McCallister, um menino de 8 anos que é erroneamente deixado para trás quando sua família voa para Paris para suas férias de Natal. Kevin inicialmente aprecia estar sozinho em casa, mas logo tem que lidar com dois ladrões, interpretados por Joe Pesci e Daniel Stern. O filme também apresenta John Heard e Catherine O'Hara como os pais de Kevin.
Culkin foi indicado ao Globo de Ouro de melhor ator em comédia ou musical, e o filme foi indicado a dois Oscars: Melhor Trilha Sonora Original, que foi escrita por John Williams, e Melhor Canção Original por "Somewhere in My Memory". Após seu lançamento, Home Alone se tornou o filme de comédia de maior bilheteria de todos os tempos nos Estados Unidos, e também manteve o recorde mundial até ser ultrapassado por The Hangover Part II em 2011. Por quase três décadas, o filme também foi o filme de maior bilheteria de Natal de todos os tempos até ser superado por The Grinch em 2018. Apesar da recepção crítica mista sobre o seu lançamento inicial, Home Alone foi saudado como um clássico de férias entre o público e é frequentemente classificado como um dos melhores filmes de Natal de todos os tempos.
Home Alone gerou uma franquia de filmes de sucesso, com quatro sequências, incluindo o filme de 1992, Home Alone 2: Lost in New York, que é a única sequência de Home Alone a ter o elenco original reprisando seus papéis.

## Enredo
A família McCallister se prepara para passar o Natal em Paris, reunindo-se na casa de Peter e Kate, em Chicago, na noite anterior à sua partida. O filho caçula de Peter e Kate, Kevin, de oito anos, está sendo ridicularizado por seus irmãos e pelos diversos primos. Uma briga com seu irmão mais velho, Buzz, resulta em Kevin sendo mandado para o terceiro andar da casa de castigo, onde ele deseja que sua família desapareça. Durante a noite, ventos fortes causam danos às linhas de electricidade, o que provoca uma queda de energia temporária e reinicia os despertadores, fazendo com que a família inteira se atrase para viagem. Na confusão e corrida para chegarem ao aeroporto, Kevin é acidentalmente esquecido em casa.
Kevin acorda e encontra a casa vazia e, pensando que seu desejo se tornou realidade, fica feliz com sua nova liberdade. No entanto, Kevin logo fica assustado com seu vizinho, o "velho" Marley (que segundo a lenda matou sua família com uma pá de neve em 1958) e também com Harry e Marv, uma dupla de ladrões do estilo "Sonso e Mafarrico", que roubam as casas vazias do bairro e planejam invadir a próxima casa da lista, a dos McCallister. Kevin engana os dois, para pensarem que toda a família está em casa, obrigando-os a colocar seus planos em espera.
Kate descobre no meio do voo que Kevin está desaparecido e, ao chegar em Paris, a família descobre que todos os voos para os próximos dois dias estão reservados. Peter e o resto da família vão para o apartamento do irmão Rob na cidade, enquanto Kate consegue um voo de volta aos Estados Unidos, apenas para chegar até Scranton, na Pensilvânia. Ela tenta reservar um voo para Chicago, mas novamente, tudo está reservado. Incapaz de aceitar isso, Kate é ouvida por Gus Polinski, o membro principal de uma banda de polca, que se oferece para deixá-la viajar com ele e sua banda até Chicago em seu caminho para Milwaukee em uma van, que Katie graciosamente aceita.
Enquanto isso, Harry e Marv percebem que Kevin está sozinho em casa, e na Véspera de Natal, Kevin os ouve discutir planos para entrar em sua casa naquela noite. Kevin vai à igreja e vê um coro tocar. O Sr. Marley, senta-se ao seu lado e começa a conversar com Kevin, com o menino percebendo que Marley é realmente um homem legal e que os rumores sobre ele são falsos. Ele mostra á Kevin sua neta no coro, a quem ele nunca consegue ver, já que ele e o filho estão brigados e não se falam há algum tempo. Kevin sugere que ele tente se reconciliar com o filho.
Kevin volta para casa e instala inúmeras armadilhas para os ladrões. Harry e Marv entram na casa, pulam as armadilhas e sofrem vários diversos ferimentos. Enquanto a dupla persegue Kevin pela casa, ele chama a polícia e foge da casa, atraindo a dupla para uma casa vizinha, que eles já haviam roubado. Harry e Marv conseguem pegar Kevin e passam a discutir como se vingarão, mas Marley se aproximar sorrateiramente e os deixa inconscientes com sua pá de neve, antes que eles possam fazer qualquer mal a Kevin. A polícia chega e prende Harry e Marv, identificando todas as casas que eles roubaram devido ao hábito de Marv em inundar as casas, para deixar a marca da dupla, "Os Bandidos Molhados". Kevin acena e sorri para Harry, enquanto este o vê através da janela da viatura.
No Dia de Natal Kevin fica desapontado ao descobrir que sua família ainda está desaparecida. Ele então ouve Kate entrar na casa e chamar por seu nome. Eles se reconciliam e logo se juntam ao resto dos McCallisters, que esperaram em Paris até conseguirem um voo direto para Chicago. Kevin não conta a ninguém sobre o ocorrido com Harry e Marv, embora Peter encontre o dente de ouro de Harry caído no chão. Kevin vai até a janela e vê Marley abraçando-se e reunindo-se com seu filho e sua família. Marley vê Kevin e os dois acenam um para o outro, até Marley e sua família entrem em casa. Buzz de repente grita: "Kevin, o que você fez no meu quarto ?!", fazendo Kevin se assustar e fugir.

## Elenco
| Personagem                                  | Ator/Atriz          |
| ------------------------------------------- | ------------------- |
| Kevin McCallister                           | Macaulay Culkin     |
| Harry Lime                                  | Joe Pesci           |
| Marv Merchants                              | Daniel Stern        |
| Kate McCallister                            | Catherine O'Hara    |
| Peter McCallister                           | John Heard          |
| Velho Senhor Marley                         | Roberts Blossom     |
| Gus Polinski                                | John Candy          |
| Buzz McCallister                            | Devin Ratray        |
| Tia Leslie McCallister                      | Terrie Snell        |
| Heather McCallister                         | Kristin Minter      |
| Rod McCallister                             | Jedidiah Cohen      |
| Fuller McCallister                          | Kieran Culkin       |
| Linnie McCallister                          | Angela Goethals     |
| Jeff McCallister                            | Michael C. Maronna  |
| Herb, o farmacêutico                        | Jim Ortlieb         |
| Irene (mulher no aeroporto)                 | Billie Bird         |
| Eddie (senhor no aeroporto)                 | Bill Erwin          |
| Elfo do Papai Noel                          | Sandra Macat        |
| Papai Noel                                  | Ken Hudson Campbell |
| Entregador de Pizza                         | Dan Charles Zukoski |
| Gângster Johnny, no filme em preto-e-branco | Ralph Foody         |
| Gângster Snakes, no filme em preto-e-branco | Michael Guido       |

## Produção

### Antecedentes
Home Alone era inicialmente uma produção da Warner Bros. quando a 20th Century Fox assumiu o projeto, o orçamento cresceu de 14 para 17 milhões de dólares americanos O trabalho de Columbus com Home Alone começou vários anos antes, quando Hughes o ajudou a garantir o trabalho de direção de National Lampoon's Christmas Vacation. Esse projeto terminou mal quando um choque de personalidade entre Columbus e Chevy Chase levou a Columbus a deixar o filme. Hughes então lhe deu o roteiro para Home Alone, que ele aceitou. Hughes pediu originalmente Patrick Read Johnson para dirigir, mas recusou devido ao seu compromisso em Spaced Invaders. Johnson iria dirigir Baby's Day Out, outro filme escrito e produzido por Hughes.

### Escolha do elenco
Hughes sugeriu a Columbus que eles lançassem Macaulay Culkin no papel principal por causa de sua experiência com o ator mirim enquanto gravava Uncle Buck. Columbus se reuniu com outros atores para o papel, por sua contagem "centenas e centenas", como ele sentiu que era sua "responsabilidade de direção". Totalizou a 200 crianças. Columbus finalmente se encontrou com Culkin e concordou que ele era a escolha certa para o papel. Devido à idade de Culkin, ele só podia trabalhar até as dez da noite, o que criava problemas de filmagem para a equipe por causa das muitas cenas noturnas do filme.
Processo de seleção de elenco acabou por ser uma tarefa tremenda. Para o papel de Harry Lime, um dos bandidos, Robert De Niro, Rowan Atkinson, Bob Hoskins, Danny DeVito, Christopher Lloyd, Dudley Moore, Phil Collins e Jon Lovitz foram considerados para o papel. No entanto, De Niro e Lovitz rejeitaram o papel, que acabou sendo entregue a Joe Pesci.
Inicialmente, quando os cineastas se aproximaram de Daniel Stern para interpretar Marv, seu preço pedido foi considerado alto demais, então o ator Daniel Roebuck foi escolhido como Marv. No entanto, depois de dois dias de ensaio, os cineastas ficaram desapontados com a química de Roebuck com Pesci, então Roebuck foi substituído por Stern. Roebuck admitiu mais tarde que, embora ele estivesse chateado por ter sido demitido da produção, ele agora acredita que a experiência é "um pequeno sinal de falta de importância".
Embora o papel do Tio Frank tenha sido dado a Gerry Bamman, o personagem foi originalmente escrito para Kelsey Grammer, conhecido na época pelo seu papel de Frasier Crane em Cheers.

### Gravações

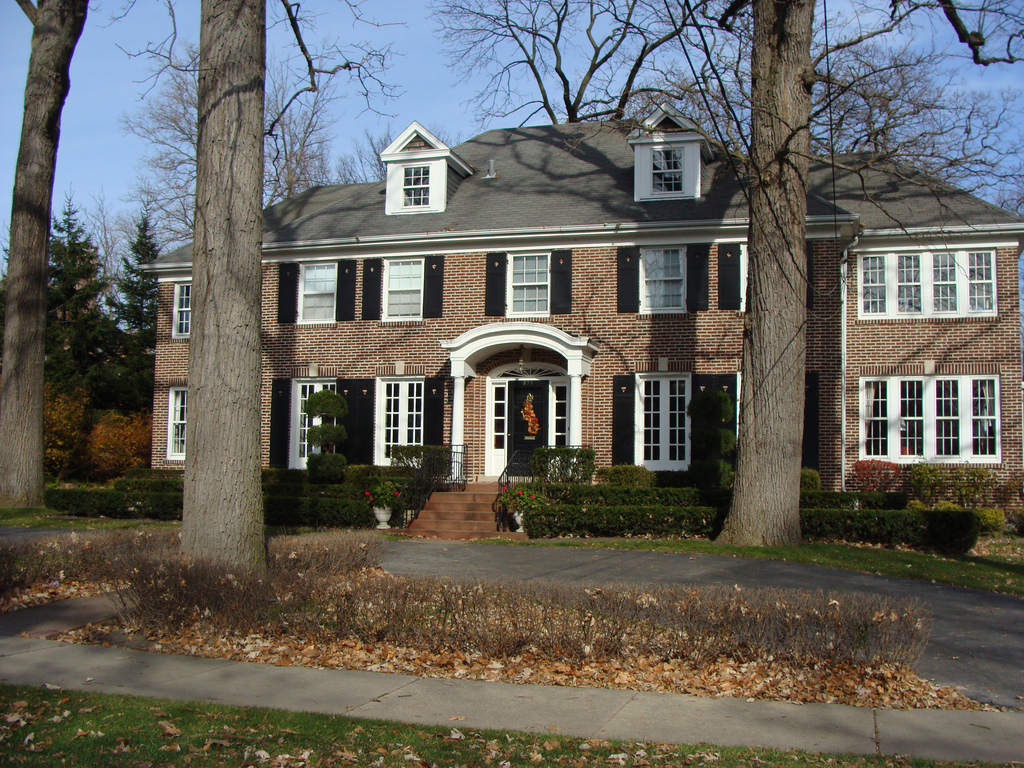
Residência dos McCallister em Winnetka, Illinois

No set de Home Alone, Joe Pesci e Daniel Stern tiveram dificuldade em se abster de palavrões, o que se tornou irritante para Pesci, já que Culkin também estava no set. Na verdade, o único palavrão que entrou no filme foi "shit" acidentalmente dito por Daniel Stern quando o sapato dele caiu pela porta do cãozinho.
As acrobacias do filme também criaram tensões para a equipe durante as gravações. Columbus disse: "Toda vez que os caras da produção faziam uma dessas acrobacias, não era engraçado. Nós observávamos isso, e eu simplesmente rezaria para que os caras estivessem vivos". Dublês foram originalmente preparados com arreios de segurança, mas por causa de sua visibilidade na câmera, as acrobacias finais do filme foram realizadas sem eles. De acordo com Buzzfeed, uma lesão ocorreu entre Pesci e Culkin durante um dos ensaios em que "Harry tenta morder o dedo de Kevin". Culkin ainda tem a cicatriz.
Algumas cenas foram filmadas em uma casa unifamiliar de três andares, localizada na 671 Lincoln Avenue, na aldeia de Winnetka, Illinois onde os filmes anteriores de Hughes, Breakfast Club,  Ferris Bueller's Day Off, Sixteen Candles, Planes, Trains & Automobiles, She's Having a Baby e Uncle Buck também foram gravados. A cozinha no filme foi filmada na casa, juntamente com a escada principal, o porão, o sótão e a maior parte do primeiro andar de desembarque. A sala de jantar da casa e todos os quartos do andar de baixo (excluindo a cozinha) foram duplicados em um setor de som para permitir mais espaço para equipamentos e equipes. A casa foi construída em 1920 e possui cinco quartos, um sótão totalmente convertido, uma garagem dupla destacada e uma estufa. A casa da árvore no quintal foi construída especificamente para o filme e desmantelada após a filmagem ter terminado.
As cenas dentro da igreja foram filmadas na Igreja Episcopal da Graça em Oak Park, Illinois. Para o filme dentro de um filme, Angels with Filthy Souls (uma paródia do filme de 1938 Angels with Dirty Faces), a gravação demorou apenas um dia. Para criar a ilusão de que o filme era um filme gangster dos anos 1940, a cena foi filmada com um filme negativo em preto e branco e o escritório de Johnny usava itens autênticos dessa época. Em maio de 2011, a casa estava listada para venda com um valor de 2,4 milhões de dólares americanos; foi vendida em março de 2012 por 1,585 milhão. A casa é promovida como atração turística e citada como um exemplo de "Como obter sua casa nos filmes". A filmagem principal foi de 14 de fevereiro a 8 de maio de 1990.

## Música
Inicialmente, Colombo esperava que Bruce Broughton fizesse a trilha sonora, e os primeiros pôsteres o listaram como o compositor. No entanto, Broughton estava ocupado com o The Rescuers Down Under e ele teve que cancelar no último minuto. A partir daí, Columbus conseguiu entrar em contato com Steven Spielberg, que o ajudou a entrar em contato com John Williams para chegar a trilha final. Canções natalinas, como "O Holy Night" e "Carol of the Bells", aparecem proeminentemente no filme, assim como a música tema do filme "Somewhere in My Memory". A trilha sonora foi lançada pela Sony Classical em cassete em 4 de dezembro de 1990 e em CD em 27 de maio de 2015.

### Faixas
1. "Home Alone Main Title" ("Somewhere in my Memory") - 4:53
2. "Holiday Flight" - 0:59
3. "The House" - 2:27
4. "Star of Bethlehem" - 2:51
5. "Man of the House" - 4:33
6. "White Christmas" - The Drifters 2:40
7. "Scammed by a Kindergartner" - 3:55
8. "Please Come Home for Christmas" - Southside Johnny Lyon 2:41
9. "Follow That Kid!" - 2:03
10. "Making the Plane" - 0:52
11. "O Holy Night" - 2:48
12. "Carol of the Bells" - 1:25
13. "Star of Bethlehem" - 2:59
14. "Setting the Trap" - 2:16
15. "Somewhere in my Memory" - 1:04
16. "The Attack on the House" - 6:53
17. "Mom Returns and Finale" - 4:19
18. "Have Yourself a Merry Little Christmas" - Mel Tormé 3:05
19. "We Wish You a Merry Christmas" / "End Title" - 4:15

## Recepção

### Bilheteria
Home Alone arrecadou US$285.8 milhões nos Estados Unidos e no Canadá e US$190.9 milhões em outros países, totalizando US$476.7 milhões em todo o mundo, contra um orçamento de produção de US$18 milhões.
Em seu fim de semana de abertura, Home Alone arrecadou US$17 milhões em 1,202 cinemas. Home Alone provou ser tão popular que ficou nos cinemas bem depois da época de Natal. Foi o filme número 1 nas bilheterias por 12 semanas consecutivas, desde o fim de semana de lançamento de 16 a 18 de novembro de 1990 até o final de semana de 1 a 3 de fevereiro de 1991. No entanto, ele permaneceu como um dos dez primeiros colocados nas bilheterias até o final de semana de 26 de abril daquele ano, que foi bem passado no fim de semana da Páscoa. Ele fez mais duas aparições no top dez (o fim de semana de 31 de maio a 2 de junho e o final de semana de 14 a 16 de junho) antes de finalmente cair entre os dez primeiros. Depois de nove meses de execução, o filme arrecadou 16x o seu fim de semana de estreia e acabou fazendo um total bruto de US$285,761,243, o filme de maior bilheteria do seu ano na América do Norte. O filme está listado no Guinness World Records como a comédia de maior bilheteria de todos os tempos.
No momento em que o filme já estava nos cinemas, Home Alone foi o terceiro filme de maior bilheteria de todos os tempos no mundo, assim como nos Estados Unidos e Canadá atrás apenas de Star Wars (US$322 milhões na época) e E.T. the Extra-Terrestrial (US$399 milhões na época), de acordo com a caixa do vídeo caseiro. No total, sua produção de cinema arrecadou US$477,561,243 em todo o mundo. O Box Office Mojo estima que o filme vendeu mais de 67.7 milhões de ingressos nos EUA.
De acordo com William Goldman, o sucesso do filme levou à criação de um verbo de Hollywood: "to be Home Aloned", que significa ter uma bilheteria de filme reduzida pelo impacto de Home Alone.

### Resposta da crítica
No site agregador de críticas Rotten Tomatoes, 66% das 116 resenhas dos críticos são positivas. O consenso diz que "a premissa irregular, mas frequentemente engraçada, esticada excessivamente, é impulsionada pelo desempenho fofo de Macaulay Culkin e pelas fortes estrelas coadjuvantes."
A revista Variety elogiou o filme por seu elenco. Jeanne Cooper do The Washington Post elogiou o filme por sua abordagem cômica. Hal Hinson, também do The Washington Post, elogiou a direção de Chris Columbus e a atuação de Culkin. Embora Caryn James, do The New York Times, tenha reclamado que a primeira metade do filme é "plana e não surpreendente, como sugere sua pequena e bonitinha premissa", ela elogiou a segunda metade por seu humor pastelão. Ela também elogiou a conversa entre Kevin e Marley, bem como as cenas finais do filme.

## Prêmios e indicações
Macaulay Culkin ganhou um Young Artist Award de Melhor Jovem Ator Estrelando em um Filme. O filme foi indicado para dois Oscars, um para Melhor Trilha Sonora Original, que foi escrita por John Williams, e outro para Melhor Canção Original para "Somewhere in My Memory", música de Williams e letra de Leslie Bricusse.
Oscar 1991
- Recebeu duas indicações, nas categorias Melhor Trilha Sonora Original e Melhor Canção Original, para Somewhere in my memory

American Comedy Award 1991
- Macaulay Culkin venceu na categoria de Ator Protagonista Mais Engraçado em Cinema e logo após conheceu o Rei do Pop, Michael Jackson

Globo de Ouro 1991
- Indicado nas categorias Melhor Filme - Comédia /Musical e Melhor Atuação de um Ator em Cinema - Comédia / Musical (Macaulay Culkin)

British Comedy Awards 1991
- Venceu na categoria de Melhor Comédia

## Legado

### Sequências e homenagens
O filme foi seguido por uma seqüência de sucesso comercial em 1992, Home Alone 2: Lost in New York, que traz de volta o elenco do primeiro filme. O o filme dentro de um filme, Angels with Filthy Souls, teve uma sequência em Home Alone 2, Angels with Even Filthier Souls. Ambos os filmes de Angels apresentaram o ator Ralph Foody como o estereotipado mafioso de 1930, Johnny.
Home Alone 3, lançado em 1997, tem atores e personagens completamente diferentes, além de um enredo diferente, com Hughes escrevendo o roteiro.
Um quarto filme feito para a TV foi lançado em 2002, Home Alone 4: Taking Back the House. Esta produção apresenta alguns dos mesmos personagens que estiveram nos dois primeiros filmes, mas com um novo elenco e um enredo que não se enquadra na mesma continuidade. Hughes não escreveu o roteiro do filme de TV.
Em 25 de novembro de 2012, um quinto filme, Home Alone: The Holiday Heist, estreou durante o evento de programação 25 Dias de Natal da ABC Family. Como o terceiro filme, não se concentra na família McCallister.
Em dezembro de 2015, Culkin reprisou seu papel como um adulto Kevin McCallister no episódio inaugural da série da web de Jack Dishel, "DRYVRS", onde um Kevin visivelmente perturbado narra sua experiência de ser deixado em casa sozinho por sua família. Em resposta ao vídeo de Culkin, Daniel Stern apareceu em um pequeno vídeo reprisando seu papel como Marv, lançado em conjunto com o Reddit AMA de Stern, onde ele implora para Harry voltar para ajudar a protegê-lo contra as astutas armadilhas de Kevin.
Em 12 de dezembro de 2018, Culkin fez uma aparição como ele mesmo em um episódio da série Best of the Worst da RedLetterMedia, durante o qual ele reviu Home Alone 4: Taking Back the House.
Em 15 de dezembro de 2018, Culkin fez uma aparição como ele mesmo em um episódio de The Angry Video Game Nerd para rever várias adaptações de videogame dos dois primeiros filmes de Home Alone, bem como uma sessão de gameplay de The Pagemaster com James Rolfe e Mike Matei nos dias seguintes após o episódio ter sido lançado.
Em 19 de dezembro de 2018, Culkin mais uma vez reprisou seu papel como um adulto Kevin McCallister em um anúncio de 60 segundos para o Google Assistant, intitulado Home Alone Again; o comercial contém cenas refeitas abundantes do filme, e o Assistente do Google ajuda Kevin a montar a casa para parecer ativo ao ligar remotamente luzes, dispositivos como um trem de brinquedo eletrônico e montar recortes de pessoas, incluindo basquete. O jogador Kevin Durant, para ter ladrões estacionados em uma van do lado de fora (presumivelmente Harry e Marv), evitam a casa. Além disso, Joe Pesci também reprisou seu papel como Harry, apenas sua fala fazendo uma pequena participação: Pesci mais tarde apareceu em outro anúncio, onde assiste a propaganda com seus amigos e brinca sobre sua breve participação especial.
Foi anunciado em 6 de agosto de 2019, que o filme ganhará um remake para o serviço de streaming da empresa, o Disney+.

## Controvérsias

### Suspeita de plágio
O filme francês 3615 code Père Noël, de 1989, que trata de um menino que está sozinho em casa com seu avô idoso e tem que se defender de um invasor doméstico vestido de Papai Noel, é conhecido por suas semelhanças com Home Alone. O diretor deste filme, René Manzor, ameaçou os criadores de Home Alone com uma ação legal baseada em plágio, alegando que Home Alone foi um remake de seu filme. 3615 code Père Noël não foi lançado nos Estados Unidos durante sua temporada original nos cinemas em janeiro de 1990 e não se tornou amplamente disponível por lá até 2018.